# День партизан и подпольщиков

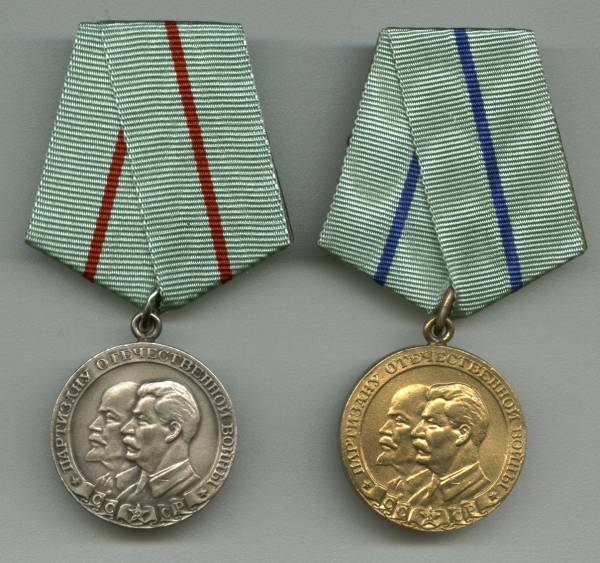
Медаль «Партизану Отечественной войны»

День партизан и подпольщиков — памятная дата в России, которая отмечается 29 июня, начиная с 2010 года. В этот день проводятся памятные мероприятия.
Установлен Государственной думой России в марте 2009 года по инициативе Брянской областной Думы «в знак памяти самоотверженной борьбы в тылу врага партизан и подпольщиков, внесших значительный вклад в победу советского народа над фашистскими захватчиками в Великой Отечественной войне 1941—1945 годов». 1 апреля соответствующий закон был поддержан Советом Федерации России, 11 апреля 2009 года президент Дмитрий Медведев подписал закон.
Основанием для установления памятной даты явился выход 29 июня 1941 года Директивы Совнаркома СССР и ЦК ВКП(б) партийным, советским, профсоюзным и комсомольским организациям создавать партизанские отряды и диверсионные группы для борьбы с немецкими войсками.